# Ханский платан (Шеки)
Ханский платан, или Ханский чинар (азерб. Xan Çinarı) — знаменитое дерево, местная достопримечательность. Растёт в городе Шеки (Азербайджан) на территории Дворца шекинских ханов, входящего в Государственный историко-архитектурный заповедник «Юхары-баш». Возраст дерева оценивается примерно в 5 веков.

## Описание

Ханский платан в Шеки

Ханский чинар, занесённый в Красную Книгу Азербайджана, находится на территории Дворца шекинских ханов, в городе Шеки. Дерево было посажено в 1530 году. Окружность дерева 11,5 метра, высота — 34 метра.

## История
Тарана Абдуллаева, директор Азербайджанского государственного историко-архитектурного заповедника «Юхары-баш», отмечает, что возраст двух величественных чинаров, находящихся на территории Дворца шекинских ханов в городе Шеки, намного больше, чем возраст самого дворца (XVIII век). При этом чинары предохраняют дворец от ветра, дождя и жары, что немаловажно для исторического памятника, который является кандидатом на внесение в список Всемирного наследия ЮНЕСКО.

## См. также

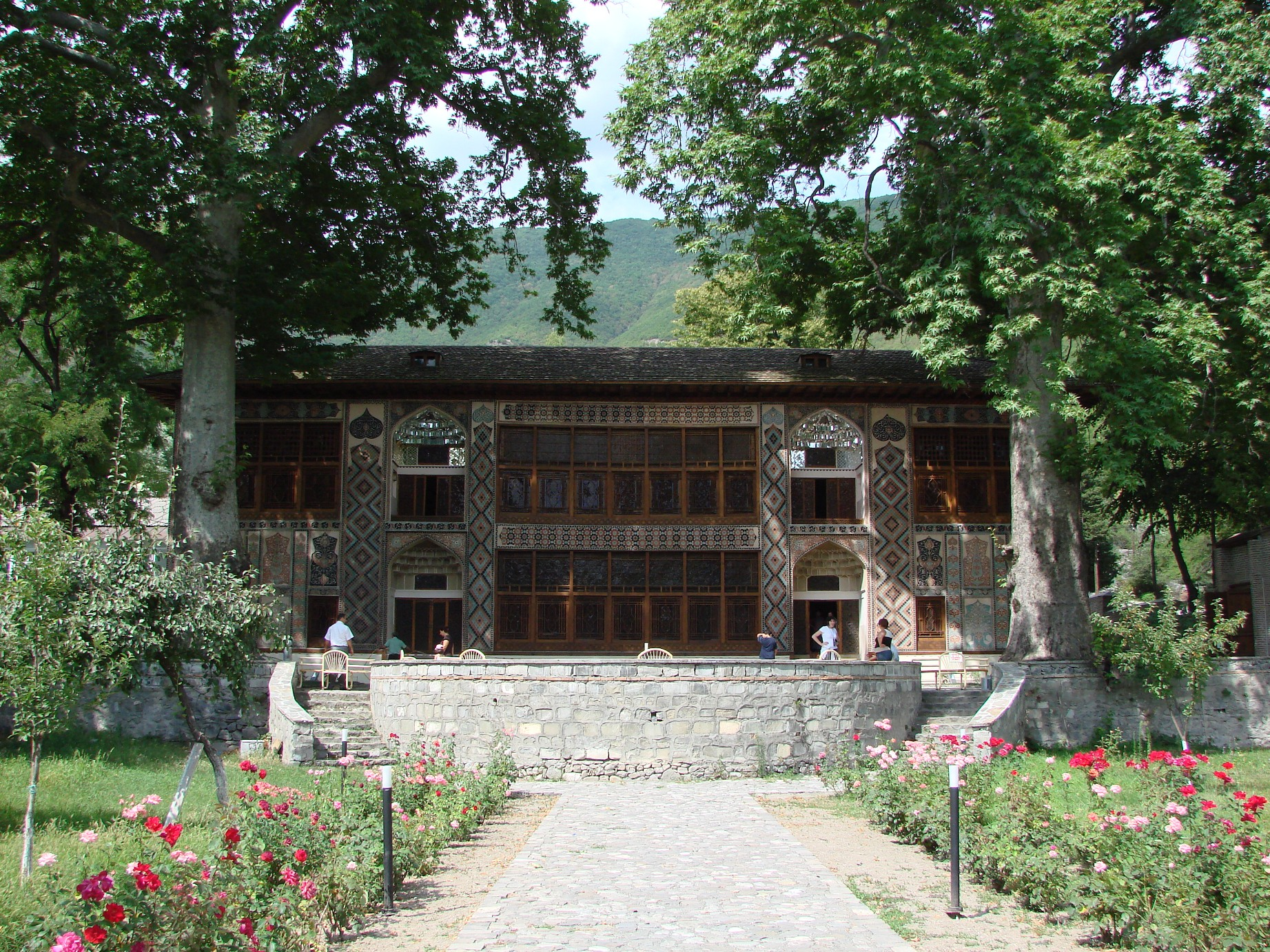
Два величественных чинара перед Дворцом шекинских ханов в Шеки (Азербайджан)